# 下議院宮

下議院宮

下議院宮（芬蘭語：Säätytalo）是芬蘭首都赫爾辛基的一座历史性建築。该建築位於芬蘭銀行大楼的對面，赫爾辛基主教座堂的東北側。

## 历史
下議院宮修建於1888年至1890年，在1891年1月啟用，建筑师为古斯塔夫·尼斯特伦。龕楣上的雕塑描绘的是亚历山大一世在1809年芬兰大公国议会会期时的情景，雕塑家为埃米尔·维克斯特伦。
当时芬兰四个等级阶层中的三个平民阶层分别在此聚集开会，而贵族阶层则在自己的骑士宫聚集开会。四院制的议会在1906年的议会改革中被一院制的芬蘭議會取代。芬兰议会安排在别处开会，因此下议院宫移作他用。
现今，下議院宮里举办各种不定期的政府会议。按惯例，议会大选后的组阁谈判以及高等弹劾法院的审判在此举行。除此之外，各种科学及学术组织也可以在此开会。此建筑为芬兰国家所有。

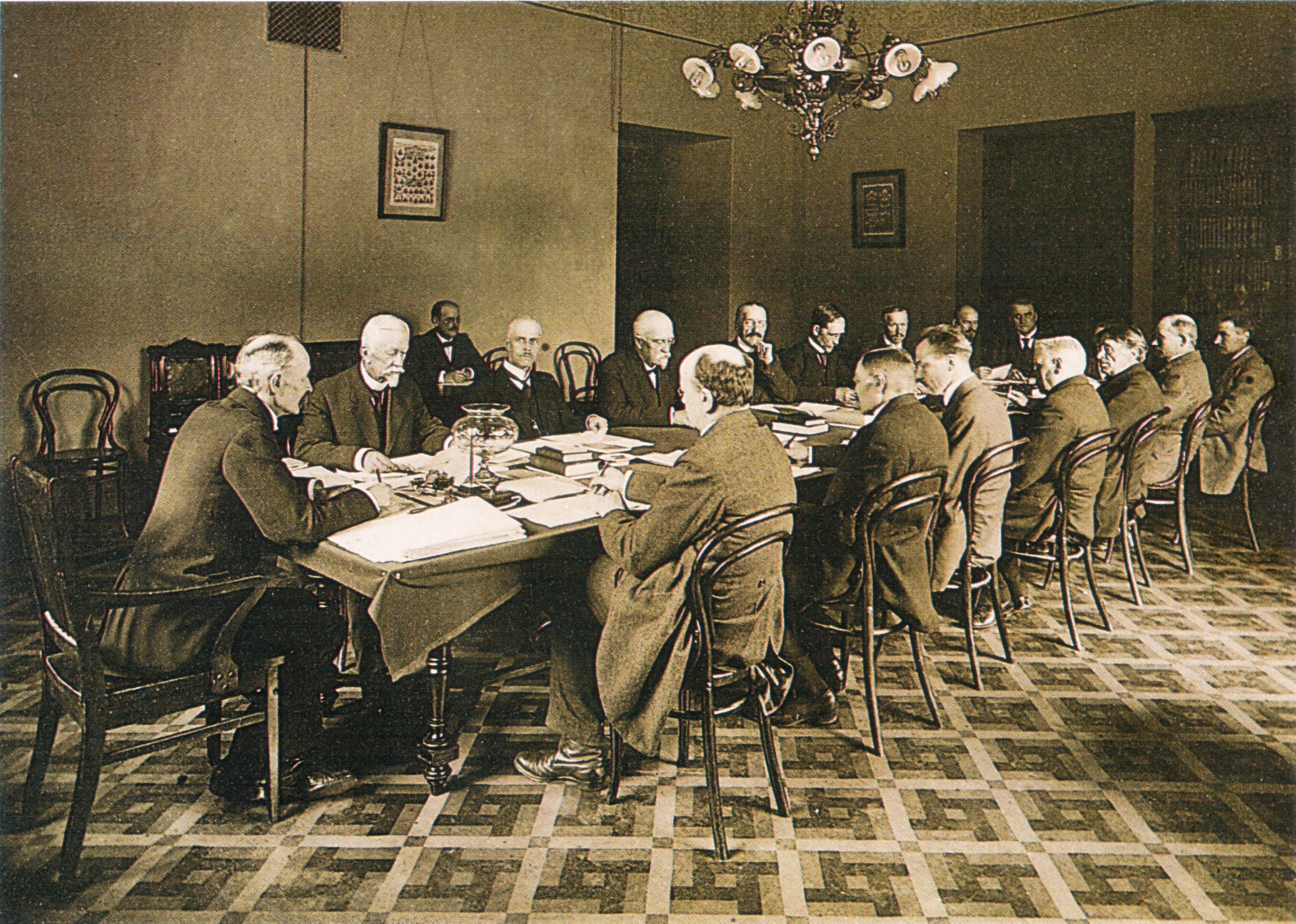
1918年芬兰议会宪法委员会在下议院宫开会时的情景
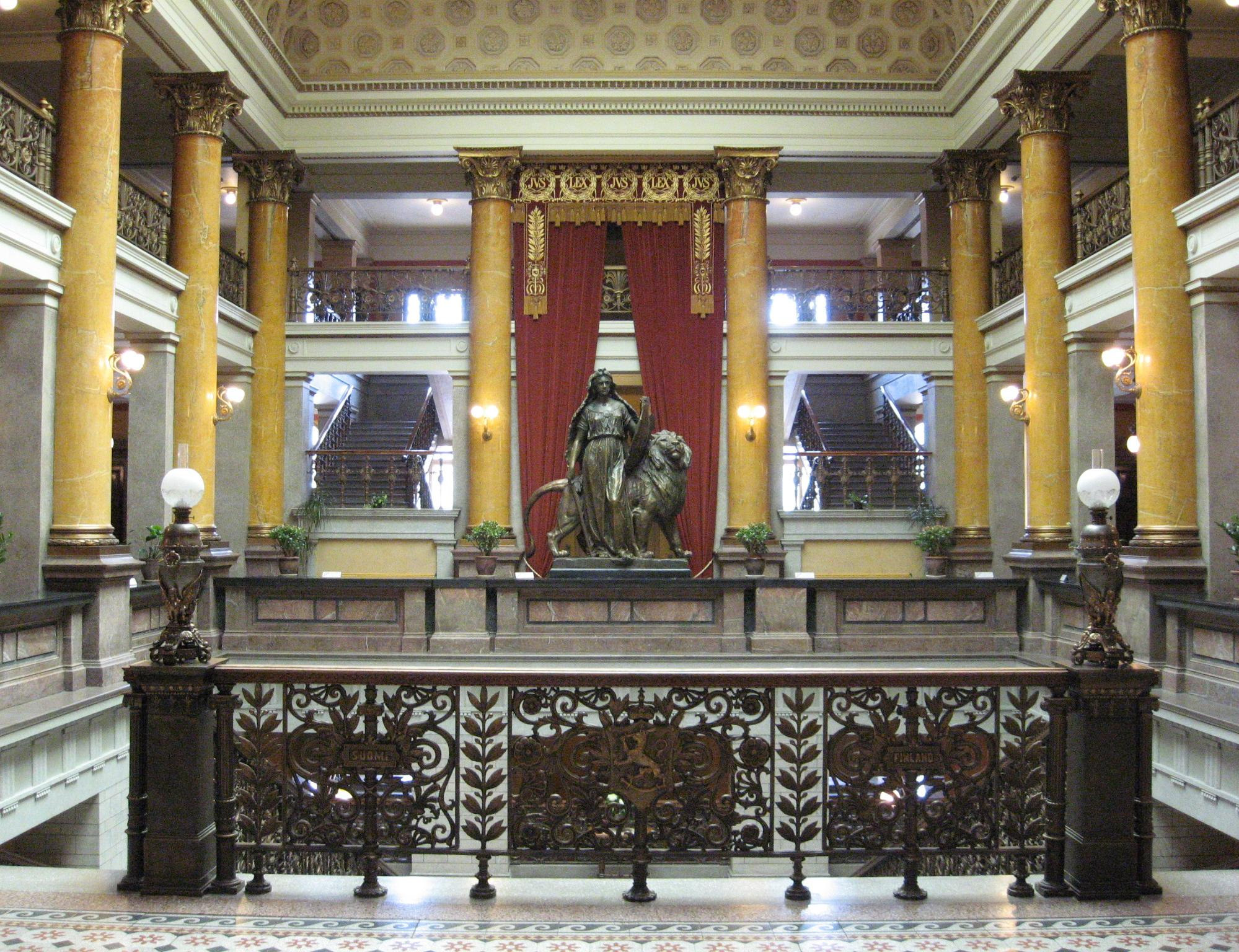
内景